# Ifni
Ifni – terytorium w Maroku, dawna eksklawa hiszpańska na południe od Agadiru i naprzeciw Wysp Kanaryjskich.
Terytorium Ifni miało 1502 km² powierzchni i w 1964 roku liczyło 51 517 ludności, utrzymującej się głównie z rybołówstwa.
Ifni, jak całe Maroko, od wczesnego średniowiecza było posiadłością arabską. W XV wieku mieścił się tu ważny ośrodek arabskiego handlu niewolnikami. W tym czasie terytorium to znajdowało się przejściowo (1476-1524) w rękach hiszpańskich. Obecność Francuzów i powrót Hiszpanów datuje się od połowy XIX wieku; w wyniku wojen w Maroku Hiszpania uzyskała kontrolę nad Ifni. Na początku XX wieku Hiszpanie i Francuzi potwierdzili swoje strefy wpływów w Maroku traktatem feskim, skutkiem czego Ifni pozostało przy Hiszpanii. W latach 1957–58 doszło do wojny o Ifni, a później jeszcze do starć zbrojnych w latach 1962, 1964 i 1965. Aż do lat sześćdziesiątych była to hiszpańska eksklawa, najpierw (do uzyskania niepodległości przez Maroko w 1956) we francuskich posiadłościach kolonialnych, później w niepodległym królestwie Maroka.
W styczniu 1969 roku został podpisany układ o przekazanie Ifni Maroku, a 30 czerwca 1969 roku po południu generał Ufkir, marokański minister spraw wewnętrznych przejął uroczyście władzę w eksklawie.

Główne miasto – Sidi Ifni – liczy około 23 tysięcy mieszkańców.

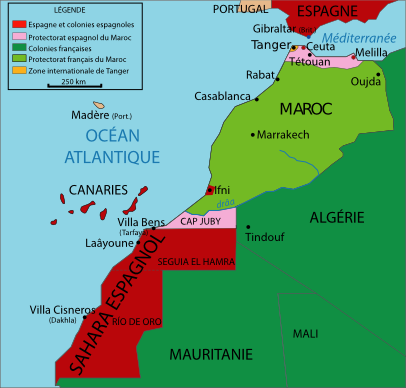
północny zachód Afryki w 1912